# Aristóbulo Cala
Pour les articles homonymes, voir Cala.
Aristóbulo Cala, né le 13 mai 1990 à Hato, est un coureur cycliste colombien.

## Biographie
En 2014, Aristóbulo Cala est suspendu deux ans pour ne pas s'être présenté au contrôle antidopage après avoir remporté la Clásica de Cómbita, à Boyacá. 
En 2017, il remporte le Tour de Colombie.
En juin 2021, il est sacré champion de Colombie sur route, quelques semaines après avoir terminé sur le podium du Tour de Colombie. Cependant, début juillet, Aristóbulo Cala est suspendu provisoirement pour un résultat analytique adverse lors d'un contrôle pratiqué hors compétition. Lors de celui-ci, effectué à Yopal, le 14 avril de cette même année, il a été trouvé des traces de stéroïdes anabolisants.

## Palmarès et résultats

### Palmarès par année
- 2010
  - 3e du championnat de Colombie sur route espoirs
- 2014
  - 2e de la Vuelta al Tolima
- 2017
  - Classement général du Tour de Colombie
  - 2e de la Clásica de Rionegro
- 2018
  - 10e étape du Tour du Costa Rica
- 2021
  -  Champion de Colombie sur route
  - 3e du Tour de Colombie

### Classements mondiaux
| Année                                 | 2017  | 2018  | 2019  | 2020  | 2021 |
| ------------------------------------- | ----- | ----- | ----- | ----- | ---- |
| Classement mondial                    | 1034e | 1414e | 1090e | 2161e | 476e |
| UCI Europe Tour                       | 1519e | 1674e |       |       |      |
| UCI America Tour                      | 76e   | 152e  | 142e  | 209e  | 46e  |
|                                       |       |       |       |       |      |
| Légende : nc = non classéSource : UCI |       |       |       |       |      |